# Hyporhagus opaculus
Hyporhagus opaculus är en skalbaggsart som beskrevs av Leconte 1866. Hyporhagus opaculus ingår i släktet Hyporhagus och familjen barkbaggar.

## Underarter
Arten delas in i följande underarter:
- H. o. opaculus
- H. o. vandykei
- H. o. malkini